# Paul Langerhans
Paul Langerhans, född 25 juli 1847 i Berlin, död 20 juli 1888 i Funchal på Madeira, var en tysk patolog. Han är främst känd för sin upptäckt av  Langerhanska öarna. 

## Biografi
Langerhans föddes i Berlin 1847. Hans far var en välkänd läkare och politiker. Langerhans studerade till läkare vid Jenas universitet 1865–1866 och från 1867 vid Friedrich-Wilhelm-universitetet i Berlin där han avlade examen 1869. Han utmärkte sig redan under studietiden när han med hjälp av mentorn Julius Cohnheims metod (där man med guldklorid färgar nervtrådarna i mikroskopiska preparat) 1867 upptäckte det som kom att kallas Langerhanska celler.
Langerhans upptäckte och beskrev 1869 (efter några års studier) ö-liknande grupper av cellar i bukspottkörteln. Det var den franske patologen Édouard Laguesse som 1893 gav dessa namnet les îlots de Langerhans – de Langerhanska öarna. Vid tidpunkten för upptäcken var betydelsen av dessa celler okänd; senare visade det sig att betaceller som tillhör Langerhanska öarna producerar insulin. Insulin har därför fått sitt namn efter latinets insula som betyder just ö.
Efter studierna arbetade Langerhans i Rudolf Virchows laboratorium innan han 1870 reste till mellanöstern där han ägnade sig åt antropologiska observationer. Han återvände samma år och var verksam som läkare i den tyska armén under Fransk-tyska kriget 1870–1871. Efter krigsslutet blev Langerhans professor i patologi vid Freiburgs universitet.
År 1874 drabbades Langerhans av tuberkulos vilket ledde till att han tvingades avsluta sin akademiska karriär. Året därpå flyttade han till Madeira som då var känt för att ha ett välgörande klimat. Efter att hans hälsa förbättrats något blev han verksam som läkare i staden Funchal. Han avled av nefropati 1888 och begravdes på den brittiska kyrkogården i Funchal.